# Magalys García
Magalys García (Magalys García Leliebre; * 23. Oktober 1971 in Songo - La Maya) ist eine ehemalige kubanische Siebenkämpferin.
Bei den Zentralamerika- und Karibikspielen 1990 gewann sie Silber und bei den Panamerikanischen Spielen 1991 in Havanna Bronze.
1993 siegte sie bei den Zentralamerika- und Karibikspielen. 1995 holte sie Silber bei den Panamerikanischen Spielen in Mar del Plata und gab bei den Weltmeisterschaften in Göteborg auf, nachdem er im Kugelstoßen kein gültiger Versuch gelungen war.
Bei den Olympischen Spielen 1996 in Atlanta kam sie auf den 15. Platz.
1998 verteidigte sie ihren Titel bei den Zentralamerika- und Karibikspielen. Im Jahr darauf siegte sie bei den Panamerikanischen Spielen in Winnipeg und wurde Zwölfte bei den Weltmeisterschaften in Sevilla.
Bei den Olympischen Spielen 2000 in Sydney wurde sie Elfte. Zum Abschluss ihrer Karriere holte sie Silber bei den Panamerikanischen Spielen 2003 in Santo Domingo.
Ihre persönliche Bestleistung von 6352 Punkten stellte sie am 23. Juni 1996 in Havanna auf.